# 第一代内维尔男爵西里尔·内维尔
西里尔·路易斯·诺顿·内维尔（英語：Cyril Louis Norton Newall, 1st Baron Newall；1886年2月15日—1963年11月30日），GCB OM GCMG CBE AM，英国空军元帅，紐西蘭自治領總督（1941年-1946年）。
内维尔出生于英屬印度，一战期间加入英国皇家空军，1937－1940年间担任英国皇家空军參謀長。1941－1947年间担任紐西蘭自治領總督。
| 前任： 芒克顿-阿伦戴尔 | 新西兰总督 1941-1946 | 繼任： 伯纳德·弗雷伯格 |